# (4362) Carlisle
(4362) Carlisle (1978 PR4) – planetoida z pasa głównego asteroid okrążająca Słońce w ciągu 3,35 lat w średniej odległości 2,24 j.a. Została odkryta 1 sierpnia 1978 roku.